# Vanuatu aux Jeux olympiques d'été de 1992
Vanuatu participe aux Jeux olympiques d'été de 1992 à Barcelone en Espagne. Il s'agit de sa 2e participation aux Jeux d'été. 

## Athlétisme
Hommes
- 100 m : Fletcher Wamilee
- 5 000 m : Tawai Keiruan

Femmes
- 800 m : Andrea Rose Garae
- 400 mètres haies : Mary-Estelle Mahuk. Lors du 1er tour, son temps est de 1 min 0 s 97, qui ne lui permet pas de se qualifier pour le tour suivant.